# Rugby en Moncada
Se practica oficialmente el rugby en Moncada desde la temporada 1970-71 en la liga de la comunidad valenciana, hasta el día de hoy.
Actualmente existen en la ciudad tres clubes, Unió Esportiva Rugby Montcada (UER), Club Rugby Edetans Montcada (CREM) y Coyotes Rugby Club (CRC), compitiendo UER y Edetans en categoría senior de ambos sexos.
Coyotes en escuelas, de cuatro a dieciocho años ambos sexos y sección de predeporte de dos a cuatro años.

### Historia
En verano de 1969, Ángel Alandes y Josep Lluís Olmos eran dos jóvenes que deseaban un pase gratuito a la piscina del Patronato de Educación y Cultura (PEC), la única que había en la ciudad. El requisito para conseguir un pase era pertenecer a un club o equipo deportivo, pero en los deportes locales que ya existían los pases estaban copados, por lo que tenían que crear un nuevo equipo. Los había de fútbol, baloncesto, natación, ciclismo… Ángel y Josep ya conocían el rugby, Ángel lo jugaba en el colegio EPLA de Godella. Presentaron al delegado de deportes del Patronato José Luis Bonet, la propuesta de Rugby, y, casualmente, el Sr. Bonet era sobrino de Baltasar Bonet, presidente de la federación valenciana de rugby en aquellos tiempos. A partir de ahí, se buscaron amigos y conocidos, y en poco tiempo se creó el club de rugby PEC Moncada.

### Década de los 70 (Avanzar)
Década difícil, el rugby no era bien visto por la sociedad local, se decía que era un deporte de brutos; aun así, se fue avanzando y compitiendo en la liga regional obteniendo buenos resultados.
Buen comienzo en primer partido de liga, el PEC Moncada gana 6 a 3 al C.E. Mercantiles. El resto de partidos se pierden todos hasta la octava jornada, en la que se viaja a Cullera para ganar al Club Náutico en un ajustado 0 a 3.
En los primeros partidos, pese a la inexperiencia, el equipo de Moncada destacaba en entrega y placaje.
En 1973 se crea el primer equipo juvenil, y los primeros estatutos del club con fecha 29 de noviembre de 1973.
El resto de la década la tónica siguió con victorias y derrotas, con un equipo juvenil que reforzó la cantera para las siguientes temporadas, tras algunas fugas de jugadores que destacaban y que marchaban hacia otros equipos de la capital.

### Década de los 80 (Presión)
Se empieza la década con el equipo sénior, con el refuerzo de los juveniles, con un equipo de cadetes y otro de infantiles, formados el año anterior.
Década importante, el equipo sénior en primera división regional, el equipo Infantil campeones en su categoría y los cadetes, terceros.
En febrero de 1981, tras una trifulca en un partido contra el CAU, el PEC Moncada es sancionado y se ve obligado a darse de baja como PEC Moncada. En la siguiente temporada tiene que empezar de cero y bajar a segunda división regional como equipo nuevo. Cambian de nombre a Unió Esportiva Rugby Montcada (UER).
El equipo sénior, al bajar de categoría, decide que hay que presionar para seguir avanzado; con la nueva motivación y con un fuerte impulso acaba la temporada como campeones de la Liga 81-82, con la consiguiente subida de categoría.
El 25 de junio de 1982, asamblea general, nueva directiva y nuevo equipo de trabajo, nuevo rumbo y subiendo, con resultados positivos. Al final de la temporada 83-84 el equipo queda campeón de liga de su grupo, la más alta alcanzada hasta la fecha: Campeón de Liga de Segunda División Nacional, y se presenta a competir la promoción para subir a Primera División Nacional. La UER es derrotada en Zaragoza contra el Veterinaria.
La liga 84-85, la UER queda subcampeona en su grupo y participa en la promoción para el ascenso a Primera Nacional; en el sorteo vuelve a tocar el Veterinaria de Zaragoza en su campo otra vez. No se pasa.
Al finalizar la temporada 85-86, el equipo se queda sin campo donde poder entrenar y jugar. El Ayuntamiento destina los terrenos para la construcción de colegios y el proyecto de Polideportivo Municipal “La Pelosa” todavía no estaba terminado. Se empieza mal la temporada, entrenando en la calle, aprovechando espacios sin luz y jugando partidos en campos cedidos por otros equipos. El 15 de febrero de 1987, partido contra El San Roque, quedando apenas dos minutos de juego, el talonador y entrenador Josep Vicent Ferrer (Pepe), en la formación de una melé ordenada sufre una lesión en el cuello; informe médico: Luxación semi-completa de la cervical C5 sobre la C6, sin posibilidad de movimiento de cuello hacia abajo. Fue el principio hacia un final asegurado. En Moncada, una ciudad no muy grande, la noticia corrió como la pólvora. Gracias a la fortaleza de Pepe, se fue recuperando y a los dos meses salió del hospital, con silla de ruedas y con programas de rehabilitación, con el tiempo se recuperó parcialmente y finalmente cojeando siguió en el club. Una gran proeza, pero el equipo y el rugby en Mondada estaba en un pozo, con difícil salida.
La temporada 87-88 y 88-89 se pasa con dificultad, apenas sin jugadores, con partidos con doce o trece en el campo y con las escuelas perdidas. Pese a todo, el club aguantó, con Pepe como presidente del club y con la recuperación de algún jugador veterano y juvenil.
En julio de 1989 se organiza el 20 aniversario del club con el fin de impulsar nuevamente la ilusión perdida. Fiesta y placas conmemorativas a los jugadores veteranos.
Se acepta la invitación de participar en el Seven de Xátiva, y la UER llega a la final consiguiendo el trofeo de Plata, una inmensa alegría que da otro impulso a seguir a los pocos que quedan.
La temporada 89-90 al fin se consigue campo propio, ya no hay que compartir, el club sigue con los problemas de escasez de jugadores y pasa la temporada a trancas y barrancas, como en las dos temporadas anteriores.

### Década de los 90 (Ayuda)
La temporada 90-91 el club se encuentra con una cantera muy ajustada y con mayoría de jugadores veteranos. Tras lo conseguido en el seven del año pasado, el equipo se apunta a todos los torneos que se organizan (los sevens estaban de moda); así, motivando a la gente a seguir jugando y luchando por subsistir, se resta importancia a la liga. Se viaja a cualquier ciudad de Valencia y Cataluña, incluso a Perpiñán. En Moncada también se organizaban torneos, sevens, triangulares, de 24 horas, etc.
Aprovechando que ya se tiene campo propio, Pepe sigue recuperándose y decide entrenar las escuelas, y así pasan las temporadas 91-92 y 92-93 con cantera de alevines e infantiles, e incluso algunos juveniles.
En febrero de 1993, visita Moncada un club francés, el Club Omnisports Gargenville, equipo que habitualmente organiza viajes por todo el mundo para conocer otras culturas y jugar a Rugby. Se les recibe con los brazos abiertos y se juega un partido con el resultado de 12 a 18 a favor de los franceses; el resultado fue lo de menos, lo importante fue el tercer tiempo, se les invitó a paella y se convivió socialmente una jornada hasta las tantas de la noche, entrañable. Se acordó devolverles la visita.
Se plantea como conseguir dinero para el viaje, al final se opta por hacer un xiringuito para fiestas con dos propósitos: reunir a la gente perdida y recaudar fondos para el viaje. Todo un éxito. En abril de 1994 la UER estaba en París, se les recibió con los brazos abiertos y pasaron dos días de viaje y tres días inolvidables; el partido se perdió por 34 a 12; daba igual.
La temporada 93-94 se remodela la directiva para dar un nuevo impulso, quedan terceros en la liga, y en la fase de promoción de ascenso el Moncada consigue ganar y pasar nuevamente a Primera División Territorial grupo Norte de la Comunidad Valenciana.
La siguiente temporada el club continuaba con el mismo problema: la falta de gente. Se acerca la fecha para celebrar el 25 aniversario del equipo y se decide mandar una circular a todos los que pasaron por el club para celebrar el aniversario, reforzar el club y crear un equipo de veteranos. Fue un éxito parcialmente, se creó el equipo Veteranos pero con pocos jugadores.
La temporada 95-96 se inicia con un equipo sénior en Primera, un equipo de veteranos y manteniendo las escuelas, pero el problema continúa con la insuficiencia de jugadores, se pierde motivación, muchos dejan de ir a los entrenamientos, se juegan partidos con 11 jugadores y se pierden casi todos los partidos. El club toca fondo y peligra su existencia: antes de que acabe la temporada el equipo abandona la liga por falta de jugadores.
Para afrontar la temporada 96-97, el club tiene que buscar soluciones para que no se pierdan los pocos jugadores que quedan; ante la imposibilidad de formar equipo, busca otras opciones, una de ellas la fusión con otro equipo, el San Roque de Benicalap, que se encuentra casi con la misma situación. La fórmula es crear dos equipos (A y B), con nombre San Roque-UER Montcada (A, Primera División Provincial) y B, UER Montcada-San Roque (Segunda División Provincial), alternándose los jugadores de un equipo a otro según las circunstancias. Con esta iniciativa el club aguanta hasta el final de la liga con resultados positivos, el equipo B en sexta posición y el equipo A promociona al ascenso a Primera División Nacional. La fórmula duró una temporada más.
Con la temporada 98-99 se plantea un nuevo esfuerzo: seguir solos y empezar nuevamente de cero, se cita nuevamente a todos los que han pasado por el club, se pide ayuda nuevamente para seguir adelante, se refuerza otra vez la directiva, comenzamos la liga desde Segunda Territorial como UER Montcada nuevamente, resultado final dos temporadas más, aguantando.

### Década 2000 a Hoy (Continuidad)
El club sigue con el empeño de formar escuelas, sabiendo que de tantos esfuerzos siempre queda algún fruto. Desde el inicio en 1970 hasta hoy, ha servido para que el equipo se mantenga con jugadores de todas las promociones, de jugadores de 18 años hasta un veterano de 47. Aun así se necesita ayuda, y el club San Roque nos presta jugadores para iniciar la temporada 2000-01.
El año anterior y en vistas al 30 aniversario del club, se plantea en hacer un libro recogiendo su historia, y se empieza a trabajar en el proyecto.
Para la celebración del treinta aniversario, el libro no se pudo terminar, pero en el acto estuvieron presentes representantes del Ayuntamiento, de la Fundación Deportiva Municipal, de la Federación Valencia de Rugby, jugadores y Veteranos del Club con la correspondiente entrega de placas conmemorativas. Para las fiestas Patronales del mismo año 2000 se realiza una exposición de trofeos, camisetas, balones, botas, aparejos curiosos varios y fotografías de 30 años de vida.
Tras más de un año de trabajo recogiendo información y con la ayuda económica del Ayuntamiento, finalmente se termina el libro titulado 1970-2000, 30 anys fent rugby, 30 anys de vida escrito por Nuria Olmos (hija del veterano Josep Lluís Olmos), se organiza un acto especial invitando a todos los componentes del club, presentes y pasados, así como a los grupos políticos y municipales de la ciudad, a la Federación Valenciana de Rugby, a clubes de la comunidad y simpatizantes. En el acto, presentado por el actor José Manuel Casany, se realizó una exposición presencial y videográfica de la historia del club, y tras un vino de honor, se hizo entrega de un ejemplar del libro a todos los asistentes.
Tras quince años del fatal accidente de Pepe, parece que la desgracia se quedó en el olvido, el club siguió trabajando y creciendo, con temporadas buenas y regulares, pero dejando atrás el fantasma de la falta de jugadores.
Pasaron diez años con temporadas irregulares pero manteniendo el club, con renovaciones de directivas y creando escuelas.
En el año 2013 el club se rompe en dos, parte de sus miembros lo abandonan para crear un nuevo equipo llamado Club Rugby Edetans Montcada (CREM).
Ambas formaciones se esfuerzan en superar la crisis, con mucho trabajo y dedicación, y siguen adelante con la filosofía de crecer, creando escuelas e incluso con equipos femeninos.
La UER, trabajando intensamente en 2015, consigue subir a primera Territorial tras 17 años estando en segunda.
Edetans, más precario desde sus inicios a la actualidad, sigue formándose con la pretensión de jugar y divertirse sin muchas más ambiciones, creando escuelas que no acaban de cuajar, pero ahí están, haciendo Rugby en la ciudad de Moncada.
La UER, más ambiciosa, crece con más fuerza, creando escuelas tanto de chicos como de chicas: escuelas de M8, M10, M12, M14, M16, M18, Sénior Femenino y Sénior Masculino, e incluso aportando jugadoras a la Selección Española de Rugby Femenino ‘’Las Leonas’’. Al final, en la temporada 2017-18, son Campeones de Liga consiguiendo ascender a Primera División de Honor, grupo B, lo más alto conseguido en sus casi cincuenta años de lucha.
Tras un año de gloria, la temporada siguiente no consigue mantener el listón, pero la temporada 2019-2020, rota por el Coronavirus, sigue luchando para volver a la División de Honor.